# 比恵遺跡
座標: 北緯33度34分40.1秒 東経130度25分34.7秒 / 北緯33.577806度 東経130.426306度
比恵遺跡（ひえいせき）は、福岡県福岡市博多区博多駅南5丁目12番に所在する古墳時代後期（6世紀～7世紀）に建てられた総柱建築の高床倉庫群跡を中心とする遺跡。『日本書紀』宣化元年（536年）の条に見える「那津官家（なのつのみやけ）」に関する遺構と考えられ、2001年（平成13年）8月13日に国の史跡に指定された。旧石器時代から戦国時代にかけての複合遺跡・比恵遺跡群内に所在する。

## 概要
比恵遺跡群は、福岡平野の中央、那珂川と御笠川に挟まれた、標高5～7メートルの洪積台地上に所在し、遺跡範囲は南北約1キロメートル×東西約 900メートル、総面積70ヘクタール（0.7平方キロメートル）の規模をもつ。南東に隣接する那珂遺跡群とは、行政上の遺跡名は異なるが一体の遺跡群であるため、比恵・那珂遺跡群と総称されることもあり、両遺跡群を併せた遺跡範囲は南北2キロメートルにおよぶ。また、那珂遺跡群の南側に隣接する五十川遺跡と、比恵遺跡群東側に隣接する山王遺跡も一体の遺跡と考えられている。

## 遺跡の呼称
比恵遺跡群は旧石器時代から中世に至る複合遺跡であるが、遺構の数や規模が最大化するのは弥生時代から古墳時代にかけてである。特に本項にあげる、博多区博多駅南5丁目12番地で検出された古墳時代後期（6世紀-7世紀）の高床倉庫群は、那津官家（なのつのみやけ）関連遺構と考えられ注目された。
現在、この倉庫群の検出地点が国の史跡に指定され「比恵遺跡」と呼ばれているが、倉庫群地点の東北東約400メートルに位置する県指定史跡「比恵環溝住居遺跡（第5号環溝）」や、東方約600メートルに位置する第1号～3号環溝など、弥生時代中期～後期の環濠集落遺構群を「比恵遺跡」と呼称する書籍や発掘調査報告書も存在している（ニューサイエンス社『新日本考古学小辞典』・福岡市埋蔵文化財調査報告書94『比恵遺跡-第6次調査・遺構編-』など）。
このように「比恵遺跡」と呼ばれる遺構やその地点には、資料によってバラつきが見られるが、福岡市のWeb公開する遺跡地図情報では、「比恵遺跡」として表示されるのは古墳時代倉庫群の国史跡指定範囲に限られており、周辺を含めた遺跡範囲は「比恵遺跡群」と表示される。したがって、現状で「比恵遺跡」という呼称は、倉庫群検出地の史跡指定名称であり、遺跡全体としての呼称は「比恵遺跡群」となっている。

## 倉庫群
倉庫群跡が検出されたのは、福岡市博多区博多駅南5丁目12番地、福岡市立春住小学校西隣の街区である。1984年（昭和59年）の比恵遺跡第8次調査で地域の北側1410平方メートルが発掘調査され、2000年（平成12年）の第72次調査で前回調査範囲外の2940平方メートルが発掘された。以下では、煩雑を避けるため、1984年（昭和59年）の調査と2000年（平成12年）の調査の発掘成果を個別に述べることは避け、遺構全体について説明する。
上述の第8次と第72次の発掘調査の調査区からは、2か所の柵状遺構と、10棟の総柱建物跡が検出された。なお、総柱建物とは、建物の外周だけでなく内部にも密に柱を立てるもので、高床倉庫などに用いられる形式である。柵状遺構は、調査区の北辺と南辺にそれぞれ1か所ずつあり、現在の地割にほぼ平行して、南西から北東方向へ伸びている。この柵状遺構は、1から1.5メートルほどの間隔で立てた3本1組の柱を1ユニットとし、このユニットを3メートルほどの間隔で設置したものである。地上に設置されていた柵ないし塀の形態は不明だが、前後に庇を付した木塀のようなものと考えられる。調査区北辺の柵は現存部が12間、延長37.2メートル、南辺の柵は現存部が15間、延長38メートルとなっている。ただし、柵は調査区の東西にも伸びていたとみられ、全長は不明である。北の柵は各ユニットの柱の間隔が1.2 - 1.25メートル、ユニット間の間隔がほぼ3.1メートルで、ほぼ均一に造られているのに対し、南の柵は各ユニットの柱の間隔が1 - 1.5メートル、ユニット間の間隔が2 - 3.7メートルとばらつきが大きい。
総柱建物は、北の柵に平行して5棟、南の柵に平行して3棟、これらのほぼ中間地点の東寄りに2棟の計10棟存在した。柱間はいずれも3間×3間である。ただし、各建物の床面積は同じではない。北の柵に平行して並ぶ5棟に着目すると、床面積は16.6平方メートルから27.8平方メートルでまちまちであり、建物間の間隔も同一ではない（もっとも狭いところでは2メートルしかない）。ただし、隣り合う建物同士では、建物の北辺か南辺のいずれかの柱筋を揃えている。また、柵と建物の位置関係を見ると、建物の南北の柱筋のいずれかが、柵の柱筋と揃うようになっているなど、ある程度の計画性はみられる。各建物の方位（中軸線）は、おおむね南北の柵の伸びる方向（南西から北東方向）と一致しているが、調査区の中央に立つ2棟のうち東側の1棟のみは中軸線がずれており、柵と平行に建てられていない。遺構全体の規模は、南北が55から58メートル（北と南の柵の柱間の距離による）、東西が調査区外に伸びている部分を含め50メートル以上である。建物群は、前後の時代の遺構との切り合い具合からみて、6世紀後半には成立し、7世紀後半には廃絶したとみられる。

## 那津官家との関連
建物の存続期間に加え、10棟の倉庫が計画的に配置されていること、建物間に十分な空閑地を設けていること、周辺に「官田」「三宅田」「犬飼」などの地名がみられることから勘案すると、この遺構は官衙跡であり、『日本書紀』が記す「那津官家」に関わるものである可能性が高い。
『書紀』宣化天皇元年条（536年）に「修造官家那津之口」、すなわち、「那津（なのつ、現在の博多付近）の口（ほとり）に官家（みやけ）を修（つく）り造（た）てよ」とある。「ミヤケ」とは、ヤマト政権の直轄地、出先機関の意である。那津官家は、527年に発生した磐井の乱や、当時の朝鮮半島情勢の緊迫化を背景に、北部九州の支配確立と対外防衛のため、半島・大陸への窓口であるこの場所に政権の政治的・軍事的拠点として置かれたものであり、後の律令政府における大宰府政庁の前身ともみなされている。